# دور العمل في تحول القرد إلى إنسان
«دور العمل في تحول القرد إلى إنسان» (بالألمانية: "Anteil der Arbeit an der Menschwerdung des Affen")‏ هي مقالة غير مكتملة كتبها فريدريك إنجلز في ربيع عام 1876. تشكل المقالة الفصل التاسع من ديالكتيك الطبيعة، الذي يقترح نموذجا فكريا ماديا موحدا للطبيعية والتاريخ البشري.

## الوصف
على الرغم من عدم اكتمالها، فإن المقالة تشرح جانبين من النظرية المادية التي كانت أساس تفكير ماركس وإنجلز منذ منتصف 1840ات. أولا، يجادل بأن انفصال البشرية عن الطبيعة ليس متأصلا بالحالة الإنسانية، بل أن الإنسانية جزء من الطبيعة؛ وعلاوة على ذلك، فإن القوة الفاعلة الإنسانية في إعادة تنظيم الطبيعة بشكل مادي هي جزء من سيرورة تاريخية طويلة، حيث يتم دمج المواد المادية للطبيعة في أنظمة القيم البشرية من خلال العمل. يستخدم إنجلز هذا الإطار المرجعي للاقتراح بأنه على البشرية أن تتجاوز الأنماط المدمرة للبيئة في الرأسمالية، والتقدم إلى أسلوب إنتاج يعمل في وئام مع الطبيعة.
ثانيا، تتصدى المقالة لمسألة الإدراك والأنطولوجيا، مما يشير إلى أن الدماغ البشري ليس متمايزا بطبيعته عن أدمغة الثدييات الأخرى، ولكن القدرات الفكرية البشرية تطورت من خلال علاقة جدلية مع جسم الإنسان. على وجه التحديد، يؤكد إنجلز على أهمية الإبهام المسّاك والفم ذو الديناميكية الصوتية عند الإنسان، الذان مكّناه من التعبير عن أشكال معقدة من اللغة على مر الزمن. في هذا الصدد، تحدّت المقالة فلسفة الثنائيات الديكارتية التي كانت سائدة حينها، وفصلت بين العقل والجسم بشكل تام.
وقد أشار كل من ماركس وإنجلز إلى هذه الفكرة في كتاباتهما السابقة، على سبيل المثال في أول عمل تعاوني بينهما، "العائلة المقدسة"،  كتبا: "الجسم، الكائن، الجوهر، هي نفس الفكرة الحقيقية الواحدة ولا يستطيع المرء أن يفصل الفكر عن المادة التي تفكر.
ومع ذلك، في وصف هذه الديناميكية بصفتها تابعة لسيرورة التطور التاريخي، فإن المقال  من بين الوثائق الأكثر وضوحا وشمولا عن أنطولوجيا ماركس وإنجلز.

## الملخص
يبدأ إنجلز بالقول إن العمل ليس المصدر الأساسي للثروة والقيمة فحسب، إنما يمثل "الشرط الأساسي لكل حياة إنسانية"، بمعنى أن العقل البشري والجسم البشري قد أنتجتهما سيرورة العمل التاريخية. ويقترح أن "فقد بدأ العمل من صنع الأدوات"، ولذلك كانت اللحظة الأساسية الأولى في هذا التاريخ هي تطور ثنائية القدمين، التي حررت أيدي البشر كي تصبح أكثر مهارة وقادرة على صنع أدوات بدائية. وبالتالي فهو يؤكد أن "فإن اليد ليست أداة العمل وحسب، إنما هي أيضا نتاج العمل.”
ومع انتقال الكفاف إلى ما هو أبعد من البحث عن الطعام الأساسي، كذلك تطورت أساليب التعاون بين البشر والحاجة إلى الدعم المتبادل. يقول إنجلز: "وبكلمة موجزة، توصل الناس بسبيل التكون إلى نقطة ظهرت فيها عندهم الحاجة إلى أن يقول أحدهم للآخر شيئا ما... تحولت حنجرة القرد غير المتطورة، تحولت ببطء ولكن بتأكيد... وتعلمت أعضاء الفم شيئا فشيئا أن تلفظ أصواتا بَيِّنة، واحدا بعد آخر، أن تنطق.”
وفي الوقت نفسه، خضع البشر لعملية تكيف تشمل تغييرا في غذائهم يسمح لهم بالسكن في بيئات جديدة. وكان صيد الأسماك والصيد بمساعدة أدوات مصنعة جزءا أساسيا من هذه السيرورة، لأنها، على الرغم من أنها غالبا ما تستغرق وقتا طويلا، توفر مصدرا غنيا من البروتين الذي ساعد على تغذية أجسامهم وأدمغتهم.
ويشير إنجلز إلى أن التطورات الرئيسية اللاحقة التي أعقبت تطوير نظام غذائي لحومي كانت السيطرة على الحرائق، وتدجين الحيوانات. ثم يصلون أخيرا إلى نقطة يستطيعون فيها تطوير المؤسسات المرتبطة بالحضارة الإنسانية: «وإلى صيد الحيوانات البرية وتربية المواشي انضمت الزراعة وإلى الزراعة انضم الغزل، والحياكة، وتكييف المعادن، وصنع الآنية الفخارية، والملاحة. وأخيرا ظهر الفن والعلم إلى جانب التجارة والصناعة الحرفية؛ وتحولت القبائل إلى أمم ودول.»
يؤكد إنجلز أن البشر قد أصبحوا متميزين عن الحيوانات من خلال قدرتهم على التلاعب بالطبيعة بطرق متعددة وديناميكية، بدلا من الانسجام في مجال بيئي واحد. ويلاحظ أن "قارات برمتها"ص15 قد أعيد تشكيلها من خلال الصناعة البشرية، وأنه حتى النباتات والحيوانات نفسها قد تحولت عن طريق الاصطفاء الاصطناعي إلى حد "إلى حد أنه لا يبقى بالإمكان معرفتها.”
ومع ذلك، فإنه يحذر من تصور الطبيعة باعتبارها تجابه الإنسانية بأي شكل من الأشكال، فيكتب، "يترتب علينا ألا نغالي في تقدير انتصاراتنا على الطبيعة. فهي تنتقم منا عن كل انتصار نحرزه." ويلاحظ التصحر الذي أثاره إزالة الغابات في آسيا الصغرى واليونان، وأنه في العديد من الأماكن في أوروبا زراعة البطاطا أحادية المحصول قد أدت إلى انتشار داء الخنازير، وكذلك مجاعة البطاطا الإيرلندية. "وهكذا تذكرنا الوقائع لدى كل خطوة بأننا لا نسود مطلقا على الطبيعة، كما يسود الفاتح على شعب غريب، أو كما يسود شخص كأنما هو من خارج الطبيعة، بل إنما نخضها نحن هذه الطبيعة بلحمنا، ودمنا ودماغنا، وإننا في حضنها، وإن كل سيطرتنا عليها تقوم في كوننا، خلافا لجميع المخلوقات الأخرى، نستطيع أن نعرف قوانينها ونستطيع أن نستخدم هذه القوانين بسداد وصواب.”

## أهميته للفكر الماركسي
الوحدة المفاهيمية للبشرية والطبيعة كانت موضوعا مركزيا في فكر ماركس وإنجلز بالمراحل الأولى من حياتهم المهنية، وقد درج بشكل خاص في حديثهم عن جوهر-الأنواع. فعلى سبيل المثال، في الاقتصادية والفلسفية مخطوطات 1844 كتب ماركس «فكون الإنسان يعيش على الطبيعة – يعني أن الطبيعة هي جسده الذي ينبغي أن يظل البدنية والروحية ترتبط بالطبيعة يعني أن الطبيعة ترتبط بذاتها، لأن الإنسان جزء من الطبيعة.»
ومع ذلك، قبل نشر داروين كتابه أصل الأنواع في 1859 كان ماركس وإنجلز يفتقران الأسس البيولوجية لنظرية المادية الجدلية. كتب ماركس في كتابه غرندريسه في 1858 أو قبل ذلك بوقت قصير إلى الحاجة إلى تصور متماسك للعلاقة الإنسانية مع الأرض: "إنها ليست وحدة العيش والإنسانية النشطة مع الظروف الطبيعية وغير العضوية لتبادلها الأيضي مع الطبيعة، ومن ثم استملاكها للطبيعة، الأمر الذي يتطلب شرحا أو هو نتيجة لعملية تاريخية، بل الفصل بين هذه الظروف غير العضوية للوجود البشري وهذا الوجود النشط، وهو فصل لا يطرح إلا في علاقة العمل المأجور ورأس المال.”
في محاولته تقديم مثل هذا التفسير، يلمّح إنجلز أن الفكر المركب وليد العمل اليدوي واللغة اللفظية كان الحافز على تطوير أدمغتنا. بمعنى بيولوجي، لا يختلف البشر اختلافا جوهريا عن الثدييات الأخرى، في أن معظم الثدييات هي جسديا - وليس إدراكيا - غير قادرة على الكلام: «ففي العلاقات مع الناس، اكتسب الكلب والحصان أذنا سريعة الحس للنطق حتى أن بوسعهما أ، يتعلما بسهولة فهم كل لغة ضمن حدود حقل تصورهما. وقد اكتسبا فضلا عن ذلك القدرة على الشعور مثلا بالتعلق بالإنسان، بالامتنان، وإلخ. أي بمشاعر كانت غريبة عنهما فيما مضى. وكل من كانت له شؤون كثيرة مع هذين الحيوانين يصعب عليه أن يتملص من الاقتناع بأنه يوجد ما يكفي من الحالات التي يشعران فيها الآن بأن عجزهما عن النطق بمثابة نقص يستحيل، مع الأسف، علاجه نظرا لتخصص أعضائهما الصوتية تخصصا كبيرا جدا في ناحية معينة.» ويذهب إلى اقتراح أن الببغاوات تستطيع، إلى حد ما، فهم اللغة البشرية - فرضية التي  أثبتت صحتها في الدراسات العلمية.
إن عملية التطور المعرفي التي وصفها إنجلز تعرف اليوم بالتطور الجيني-الثقافي المشترك أو نظرية الوراثة المزدوجة، وهي مقبولة على نطاق واسع بين علماء الأحياء. وقد جادل ستيفن جاي غولد بأن هذه هي النظرية الوحيدة السليمة علميا لتطور الدماغ البشري، وذكر أن مقالة إنجلز جعلت "أفضل حالة في القرن التاسع عشر للتطور الجيني الثقافي المشترك.”